# Sant’Anna d’Alfaedo
Sant'Anna d'Alfaedo település Olaszországban, Veneto régióban, Verona megyében. Lakosainak száma 2573 fő (2023. január 1.). Sant’Anna d’Alfaedo Ala, Avia, Dolcè, Fumane, Marano di Valpolicella, Negrar di Valpolicella, Erbezzo és Grezzana községekkel határos.

## Népesség
A település népességének változása:
| Lakosok száma | 2538 | 2535 | 2573 |
|               | 2017 | 2018 | 2023 |